# تجدید دیدار دبیرستانی رومی و میشل
تجدید دیدار دبیرستانی رومی و میشل (به انگلیسی: Romy and Michele's High School Reunion) فیلمی ۹۲ دقیقه‌ای به کارگردانی دیوید میرکین با بازی میرا سوروینو است.